# Afoxolaner
Afoxolaner ist eine chemische Verbindung aus der Gruppe der Isoxazoline, die als Insektizid und Akarizid wirksam ist. Sie wird angewendet zur Bekämpfung von Flöhen und Zecken bei Hunden und ist oral  wirksam. Afoxolaner kann zur Behandlung eines akuten Befalls und zur Prävention angewendet werden. Darüber hinaus ist es bei einer Demodikose wirksam. In fixer Kombination mit Milbemycinoxim kommt Afoxolaner zur zeitgleichen Bekämpfung von Spulwürmern, Hakenwürmern, Peitschenwürmern und Herzwürmern beim Hund zum Einsatz.

## Wirkungsmechanismus
Die Wirkung von Afoxolaner beruht auf der Hemmung ligandengesteuerter Chlorid-Kanäle, insbesondere des GABA-Rezeptors, was zu einer selektiven neuronalen Überstimulation bei Parasiten führt. Die Parasiten nehmen den Wirkstoff beim Blutsaugen auf und sterben ab. Flöhe werden innerhalb von 2 bis 6 Stunden nach Kontakt mit dem Wirkstoff abgetötet, was eine Eiablage verhindert. Bei Zecken tritt die Wirkung größtenteils innerhalb von 12 Stunden ein – spätestens innerhalb von 24 Stunden. Dadurch reduziert sich das Risiko einer Übertragung von Krankheiten, da die meisten Erreger 16 bis 48 Stunden benötigen, um aus dem Zeckendarm in das Wirtstier zu gelangen. In einer aktuellen Studie kam es nach einmaliger Gabe zu keiner Erregerübertragung durch mit Babesien infizierte Zecken.
Afoxolaner wird schnell resorbiert, reichert sich im Plasma an und wird in unveränderter Form hauptsächlich über die Galle ausgeschieden. Der Wirkstoff eignet sich bei entsprechender Dosierung sowohl für Welpen als auch für erwachsene Hunde aller Rassen, auch solcher mit MDR1-Defekt.

## Verwendung
Afoxolaner ist für Hunde sowohl als Monopräparat zur Behandlung von Ektoparasiten verfügbar sowie als Kombinationspräparat mit Milbemycinoxim. In der Kombination wird es zusätzlich zur Vorbeugung der Herzwurmkrankheit (Befall mit Larven von Dirofilaria immitis), der Thelaziose (Befall mit Thelazia callipaeda) und der Angiostrongylose (Befall mit Angiostrongylus vasorum) eingesetzt sowie um einen Befall mit Hakenwürmern (Ancylostoma caninum, Ancylostoma braziliense und Ancylostoma ceylanicum), Spulwürmern (Toxocara canis und Toxascaris leonina) und Peitschenwürmern (Trichuris vulpis) zu behandeln. Die Verabreichung erfolgt als Kautablette.

## Fertigarzneimittel
- Monopräparat: NexGard
- FRONTPRO[9]
- in fixer Kombination mit Milbemycinoxim: NexGard Spectra